# 凱爾德拉

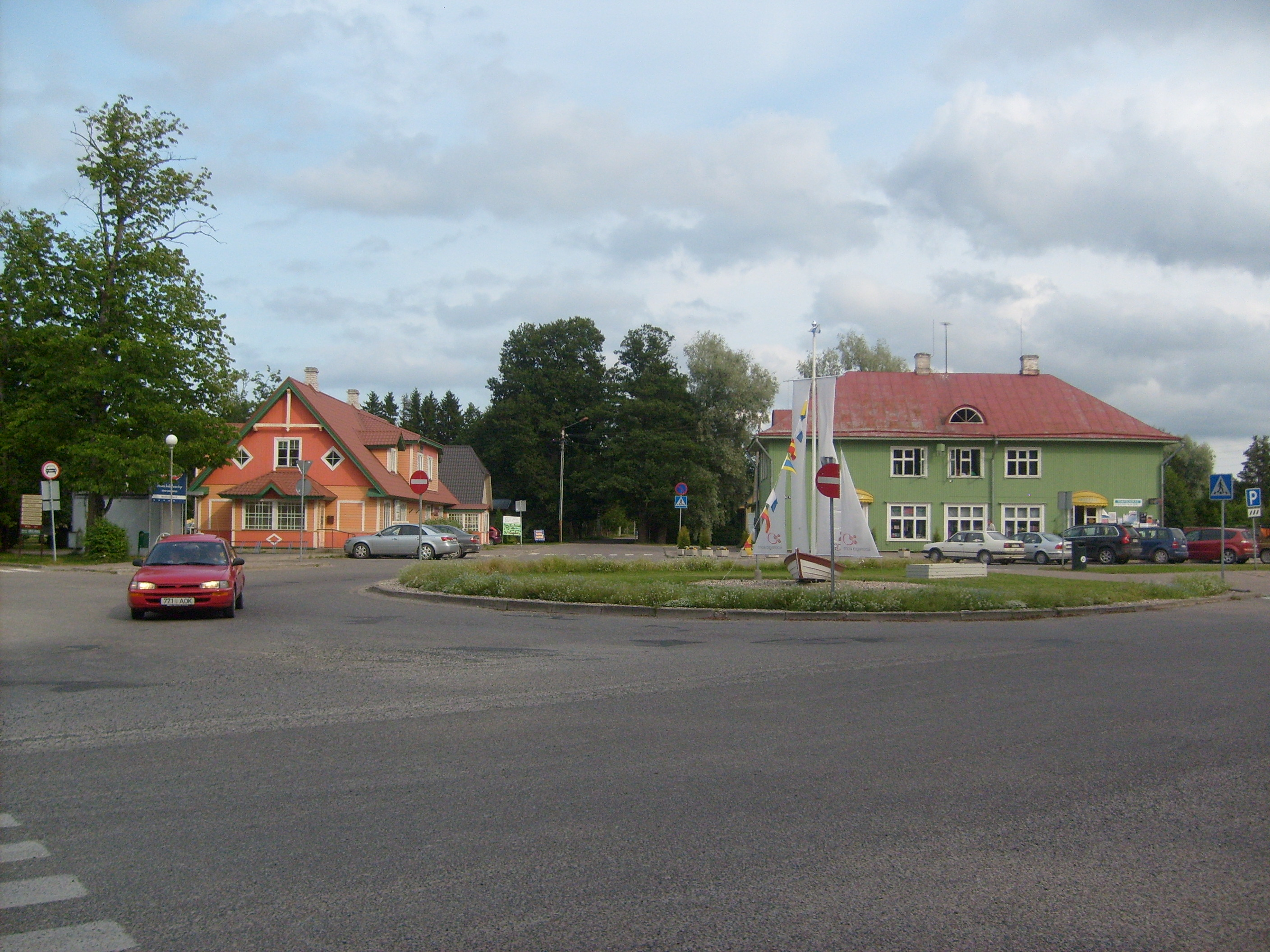
凱爾德拉市中心广场

凱爾德拉是愛沙尼亞希烏縣希乌马市镇的非独立市，为希烏縣的首府及希乌马市镇的行政中心，位於希烏馬島東北岸，海拔高度10米，面積4.5平方公里，主要經濟產業有捕魚業、旅遊業和農業，2018年人口3,287。
1564年首次被提到，当时是一座瑞典人的小村。1830年时该地开业的一家纺织工厂使得该镇得到大力发展。1849年港口建成。工厂及港口均毁于第二次世界大战。
郊外有一座小型机场。